# White Shadows
"White Shadows" é uma canção da banda inglesa de rock alternativo Coldplay. É a terceira faixa e o sexto single lançado individualmente do seu álbum de 2005, X&Y. Foi produzida pela banda e seu antigo produtor Ken Nelson. A canção apresenta sintetizadores tocado por Brian Eno e o engenheiro de música Rich Costey.

## Lançamento
Em setembro de 2006, foi anunciado através de uma seção de perguntas e respostas no Coldplay.com que "White Shadows" seria o quinto single de X&Y na Austrália. Isso teria feito a canção ser o sexto single a ser lançado do álbum, após os lançamentos limitados de "The Hardest Part" e "What If". Semanas mais tarde, foi comunicado no site da banda em uma mensagem oficial que "White Shadows" não seria o próximo single. Isso não foi muito tempo depois que decidiram não lançar um DVD de uma performance de junho de 2006 em Toronto. Nenhuma razão foi dada até hoje.
Apesar de "White Shadows" não ter sido lançada como um single mundial, a canção foi lançada como um single de rádio apenas no México, em junho de 2007 para promover a turnê da banda Latin America Tour.

### Recepção
Apesar da pouca repercussão do lançamento da canção como single em meados de 2007, os críticos foram positivos, mesmo antes da faixa ter sido oficialmente lançada como single. Na revisão da Entertainment Weekly do álbum, o músico contribuinte David Browne escreveu que a linha "part of a system I am, I am" do refrão é uma referência ao som "celestial" da banda. Michael Hubbard do MusicOMH presumiu que o "sistema" referidos nessa linha foi "O Capitalismo... com o comércio justo unido", constatando que Chris Martin não escreveu as músicas para um "público específico". Hubbard observou também que "White Shadows" é a continuação da próxima canção no álbum X&Y, "Fix You". Adrien Begrand do PopMatters descreveu "White Shadows" como "ótimo". Begrand também escreveu que "'White Shadows" e o apropriadamente intitulado 'Low', tem semelhância com a era de Berlim de David Bowie."

## Desempenho nas paradas musicais
| País/Parada (2007) | Melhor posição |
| ------------------ | -------------- |
| México (AMPROFON)  | 87             |